# NGC 2615
NGC 2615 est une galaxie spirale barrée située dans la constellation de l'Hydre. NGC 2615 a été découverte par l'astronome français Édouard Stephan en 1885.

## Caractéristiques
Sa vitesse par rapport au fond diffus cosmologique est de 4 508 ± 22 km/s, ce qui correspond à une distance de Hubble de 66,5 ± 4,7 Mpc (∼217 millions d'al).
À ce jour, quatre mesures non basées sur le décalage vers le rouge (redshift) donnent une distance de 59,625 ± 11,219 Mpc (∼194 millions d'al), ce qui est à l'intérieur des valeurs de la distance de Hubble. Notons cependant que c'est avec la valeur moyenne des mesures indépendantes, lorsqu'elles existent, que la base de données NASA/IPAC calcule le diamètre d'une galaxie et qu'en conséquence le diamètre de NGC 2615 pourrait être d'environ 44,5 kpc (∼145 000 al) si on utilisait la distance de Hubble pour le calculer.
NGC 2615 présente une large raie HI et elle renferme des régions d'hydrogène ionisé.

## Supernova
La supernova SN 2014ao a été découverte dans NGC 2615 le 17 avril 2014 dans le cadre du programme LOSS (Lick Observatory Supernova Search) de l'observatoire Lick. Cette supernova était de type Ia.